# Clément Davy
Clément Davy (Fougères, 17 de julio de 1998) es un ciclista francés que compite con el equipo Groupama-FDJ.

## Biografía

### Debut ciclista y carrera amateur
Clément se inició en el ciclismo a los seis años, en la categoría alevín, en el Bocage Cycliste Mayennais, club del que era socio su hermano mayor Corentin.
En septiembre de 2013 ingresó en la sección de estudios deportivos del liceo Saint-Thomas-d'Aquin de Flers (Orne), donde obtuvo el bachillerato tres años después.
En 2014, en categoría cadete, ganó el campeonato de Francia de persecución y carrera por puntos en el velódromo de Hyères.
Durante 2018 ganó el Gran Premio U, la primera etapa del Circuit du Mené y la segunda de la Boucle de l'Artois por delante del expiloto profesional español Adrià Moreno y Clément Champoussin. En el segundo semestre, fue contratado como pasante por el equipo Groupama-FDJ. Interesado por su perfil y su rendimiento, Marc Madiot le ofreció un contrato profesional con el equipo continental que montó en 2019.

### Carrera profesional

#### 2019-2020: el debut con el equipo continental de Groupama-FDJ
Clément comienza su temporada 2019 en enero en la pista del Velódromo Regional Cubierto Jean-Stablinski en Roubaix durante una ronda de la Copa de Francia Fenioux. Ocupa el tercer lugar en la carrera americana con su nuevo compañero Morgan Kneisky, segundo en el scratch y cuarto en el omnium. Todavía en la pista, fue seleccionado para la selección francesa en el primer cuarto y participó en la última ronda de la Copa del Mundo, así como en los campeonatos del mundo. En julio ganó tres etapas del Tour de Martinica pero tuvo que abandonar esta carrera tras una caída. Al final de la temporada, terminó tercero en el Chrono des Nations sub-23.
La pandemia de COVID-19 que asoló Francia y la consiguiente cancelación de competiciones no le permitieron obtener resultados significativos en la primera mitad de 2020. En agosto, ganó una etapa y la clasificación general de la Saint-Brieuc Agglo Tower frente a Kévin Vauquelin. El mismo mes, ocupó el decimoquinto puesto en el campeonato de Francia de contrarreloj y luego el décimo en el campeonato de Europa de esta especialidad entre los sub-23. Al igual que sus compañeros de equipo Jake Stewart y Lars van den Berg, firmó un contrato de dos años con el equipo Groupama-FDJ al final de la temporada. En septiembre de 2022, el equipo anunció que su contrato fue extendido hasta el final del año 2025.

## Palmarés
- Aún no ha conseguido victorias como profesional.

## Resultados en Grandes Vueltas
| Carrera | Carrera         | 2019 | 2020 | 2021 | 2022  | 2023  | 2024 | 2025  |
| ------- | --------------- | ---- | ---- | ---- | ----- | ----- | ---- | ----- |
|         | Giro de Italia  | —    | —    | —    | 144.º | —     | Ab.  | 137.º |
|         | Tour de Francia | —    | —    | —    | —     | —     | —    | —     |
|         | Vuelta a España | —    | —    | —    | —     | 135.º | —    | —     |

―: no participa
Ab.: abandono

## Equipos
- Groupama-FDJ (stagiaire) (08.2018-12.2018)
- Groupama-FDJ Continental (2019-2020)
- Groupama-FDJ (stagiaire) (08.2020-12.2020)
- Groupama-FDJ (2021-)